# Liên hoan phim Việt Nam
Liên hoan phim Việt Nam là một liên hoan phim do Bộ Văn hóa, Thể thao và Du lịch và Cục Điện ảnh tổ chức. Đây là ngày hội của điện ảnh Việt Nam, nơi quy tụ của các nhà làm phim Việt Nam với nhiều giải thưởng được trao tặng. Ở liên hoan phim, còn có các hình thức tổ chức như hội thảo, chợ phim, dạ hội điện ảnh, các cuộc giao lưu giữa các nhà làm phim và khán giả. Những năm về sau, Liên hoan phim Việt Nam không chỉ trao giải cho điện ảnh mà cả những phim video.
Giải thưởng của Liên hoan phim Việt Nam là Giải Bông Sen Vàng, phân biệt với Giải Cánh Diều Vàng của Hội Điện ảnh Việt Nam. Thông thường, Liên hoan phim Việt Nam được tổ chức cứ 2 năm/lần, tuy nhiên lịch trình này không được giữ đúng và có nhiều khoảng cách (như từ 2002-2004 không có) và được tổ chức tùy hứng.
So với Giải Cánh Diều cho phim điện ảnh xuất sắc của Hội Điện ảnh Việt Nam, giải Bông Sen Vàng có tính chính thống hơn. Theo quy định, chỉ những bộ phim và cá nhân đoạt giải chính thức tại liên hoan phim quốc tế mới được quy đổi giải thưởng tương đương với 1 Bông Sen vàng. Còn lại, phim giành giải Cánh Diều vàng, Huy chương vàng tại Liên hoan Truyền hình toàn quốc và cá nhân được trao giải cao nhất tại giải thưởng thường niên của Hội điện ảnh Việt Nam, Liên hoan truyền hình toàn quốc chỉ được tính bằng 1/2 Bông Sen vàng.

## Lịch sử
Liên hoan phim Việt Nam được tổ chức lần đầu tiên từ 18-25/8/1970 tại Hà Nội theo quyết định của Bộ Văn hoá với tiêu đề: "Vì tổ quốc và chủ nghĩa xã hội - Vì sự nghiệp phát triển của nền điện ảnh dân tộc". Các thể thức Liên hoan phim Việt Nam được quy định trong điều lệ. Trong liên hoan phim, thường có 3 ban giám khảo:
- Ban giám khảo phim tài liệu phóng sự và khoa học.
- Ban giám khảo phim truyện.
- Ban giám khảo phim hoạt hình và phim thiếu nhi.

Mỗi ban giám khảo gồm 7 - 11 ủy viên. Ngoài ra còn có ban giám khảo thiếu nhi mang tính xã hội để thiếu nhi tự chọn phim và khen thưởng những phim ưa thích của mình.
Các giải chính của Liên hoan phim Việt Nam là Giải Bông Sen Vàng cho phim truyện điện ảnh, với cơ cấu:
- Bông Sen Vàng - giải thưởng lớn nhất
- Bông Sen Bạc
- Giải đặc biệt của Ban giám khảo

Các ban giám khảo còn trao tặng cho những phim và tác giả, cá nhân xuất sắc nhất. Đó là các giải cho nam nữ diễn viên, họa sĩ phim, quay phim, nhạc sĩ... Ngoài các giải chính, còn có những giải thưởng của Hội Điện ảnh Việt Nam, các tổ chức xã hội, các ngành. Từ 1993, Hội Điện ảnh Việt Nam tặng giải hằng năm cho các tác phẩm xuất sắc nên không trao giải tại các liên hoan phim nữa. Bắt đầu từ 2003, giải của Hội Điện ảnh được mang tên Cánh diều vàng.

## Hạng mục trao giải
Những hạng mục trao giải hiện nay. Ở mỗi hàng mục có thể đồng trao giải cho nhiều tác giả, tác phẩm.

### Giải thưởng cho phimđiện ảnh Việt Nam
- Giải Bông Sen cho phim truyện điện ảnh với cơ cấu: Bông Sen Vàng, Bông Sen Bạc, Giải đặc biệt của Ban giám khảo
- Biên kịch xuất sắc
- Đạo diễn xuất sắc
- Quay phim xuất sắc
- Thiết kế mỹ thuật
- Âm nhạc xuất sắc
- Nam diễn viên chính xuất sắc
- Nữ diễn viên chính xuất sắc
- Nam diễn viên phụ xuất sắc
- Nữ diễn viên phụ xuất sắc

### Phim video
- Giải Bông Sen cho phim video với cơ cấu: Bông Sen Vàng, Bông Sen Bạc
- Biên kịch xuất sắc nhất
- Đạo diễn xuất sắc nhất
- Quay phim xuất sắc nhất
- Âm nhạc xuất sắc nhất
- Nam diễn viên chính xuất sắc nhất
- Nữ diễn viên chính xuất sắc
- Nữ diễn viên phụ xuất sắc

### Phim tài liệu
- Giải Bông Sen cho phim tài liệu với cơ cấu: Bông Sen Vàng, Bông Sen Bạc
- Biên kịch xuất sắc nhất
- Đạo diễn xuất sắc nhất
- Quay phim xuất sắc nhất
- Âm thanh xuất sắc nhất

### Phim hoạt hình
- Giải Bông Sen cho phim hoạt hình với cơ cấu: Bông Sen Vàng, Bông Sen Bạc
- Biên kịch xuất sắc nhất
- Đạo diễn xuất sắc nhất
- Quay phim xuất sắc nhất
- Họa sĩ xuất sắc với cơ cấu: Họa sĩ tạo hình và Họa sĩ diễn
- Âm nhạc xuất sắc nhất

## Các kỳ liên hoan phim
Đến nay, đã có tất cả 22 kỳ liên hoan phim được tổ chức:
| Các kỳ liên hoan phim   | Năm  | Địa điểm tổ chức      |
| ----------------------- | ---- | --------------------- |
| LHP Việt Nam lần thứ 1  | 1970 | Hà Nội                |
| LHP Việt Nam lần thứ 2  | 1973 | Hà Nội                |
| LHP Việt Nam lần thứ 3  | 1975 | Hải Phòng             |
| LHP Việt Nam lần thứ 4  | 1977 | Thành phố Hồ Chí Minh |
| LHP Việt Nam lần thứ 5  | 1980 | Hà Nội                |
| LHP Việt Nam lần thứ 6  | 1983 | Thành phố Hồ Chí Minh |
| LHP Việt Nam lần thứ 7  | 1985 | Hà Nội                |
| LHP Việt Nam lần thứ 8  | 1988 | Đà Nẵng               |
| LHP Việt Nam lần thứ 9  | 1990 | Nha Trang             |
| LHP Việt Nam lần thứ 10 | 1993 | Hải Phòng             |
| LHP Việt Nam lần thứ 11 | 1996 | Hà Nội                |
| LHP Việt Nam lần thứ 12 | 1999 | Huế                   |
| LHP Việt Nam lần thứ 13 | 2001 | Vinh                  |
| LHP Việt Nam lần thứ 14 | 2004 | Buôn Ma Thuột         |
| LHP Việt Nam lần thứ 15 | 2007 | Thành phố Nam Định    |
| LHP Việt Nam lần thứ 16 | 2009 | Thành phố Hồ Chí Minh |
| LHP Việt Nam lần thứ 17 | 2011 | Tuy Hòa               |
| LHP Việt Nam lần thứ 18 | 2013 | Hạ Long               |
| LHP Việt Nam lần thứ 19 | 2015 | Thành phố Hồ Chí Minh |
| LHP Việt Nam lần thứ 20 | 2017 | Đà Nẵng               |
| LHP Việt Nam lần thứ 21 | 2019 | Vũng Tàu              |
| LHP Việt Nam lần thứ 22 | 2021 | Huế                   |
| LHP Việt Nam lần thứ 23 | 2023 | Đà Lạt                |